# 伊利亚·基瓦
伊利亚·弗拉基米罗维奇·基瓦（1977年10月2日—2023年12月6日），烏克蘭裔俄羅斯普京主義者與前警察，于不同时期曾是乌克兰极端反俄和亲俄派政治人物，亦被乌克兰政府認定為叛國者。他的祖父是蘇聯英雄菲利普·基瓦。基瓦曾于2019至2022年担任最高拉达议员，并以其在议会中的不雅行為而聞名。基瓦于俄罗斯在2022年对乌克兰发动全面入侵前逃离该国，并随后经西班牙叛逃至莫斯科，并因此被乌克兰最高拉达投票驱逐。在此期间，基瓦多次散布“泽连斯基总统已逃离乌克兰”，“泽连斯基总统已在美国驻波兰大使馆寻求庇护”等假消息，后来还曾呼吁俄罗斯对乌克兰进行先发制人核打击。2023年12月6日，基瓦被发现死于莫斯科西郊，有传言是遭烏克蘭國家安全局清算。

## 參政生涯
基瓦在烏克蘭的名聲不佳，此人最初以极右派极端民族主义者之面目出现，并在顿巴斯战争中称希望将顿巴斯强硬进行乌克兰化，不過后来，基瓦又转而以亲俄人士面目示人。2021年10月7日，他祝賀普京生日快樂，並稱普京是「偉大的統治者」。
基瓦於2017年至2019年期間是烏克蘭社會黨的黨首，曾試圖參加2019年烏克蘭總統選舉，但未達到候選人資格。同年加入反对派平台－为了生活並當選乌克兰最高拉达議員。

### 議會中的不雅行為
2019年10月2日，一名记者拍摄了伊利亚·基瓦与一名模特发短信的视频，该模特被基瓦议员在他的智能手机上备注为“敖德萨选美大赛的Yulia”。随后，基瓦议员被拍到开始用手触碰私处。
许多人认为基瓦是在手淫，尽管基瓦本人在对记者的答复否认了这一点。他说，他只是“伸直他的阴茎，拉起他的袜子，然后给他认识的女孩打电话”。基瓦议员还宣称视频为“被变造的”。
2021年6月，基瓦再次於议会会场做出不雅举动。当时他躲在一个柱子后面，解开皮带并退去裤子。一些说法是他只是在和另一位议员打斗后整理衣服，但很多人还是对此人当众宽衣表示愤慨。

### 俄罗斯入侵乌克兰
2022年2月14日，烏克蘭國家安全與國防事務委員會秘書阿列克谢·达尼洛夫宣佈有23名議員身在國外，敦促他們回國，其中包括了基瓦。翌日，基瓦公開聲明不打算返回烏克蘭。他還表示，如果俄羅斯進攻烏克蘭，他不想與俄羅斯作戰，並用褻瀆的語言辱罵總統弗拉基米尔·泽连斯基。
2月24日，隨著俄羅斯開始入侵烏克蘭，身在西班牙的基瓦拒绝乌克兰政府的回国号召，在俄羅斯電視台的在線廣播中表示，烏克蘭人民「需要解放」。2月25日，基瓦声称乌克兰已经输掉了战争，提议成立一个“谈判小组”，认为乌克兰的抵抗除了增加伤亡没有任何作用。2月27日，他要求泽连斯基辭職。此后，他前往俄罗斯并經常以“乌克兰议员”的身份进行亲俄宣传。
3月3日，反對派平台－為了生活宣佈將基瓦開除黨籍。同日，基瓦声称泽连斯基已逃入美国驻波兰大使馆。
3月6日，烏克蘭總檢察長伊琳娜·韦涅季克托娃宣佈，基瓦已被指控犯有叛國罪、侵犯烏克蘭領土完整、參與俄羅斯戰爭宣傳和非法持有武器的罪名。3月15日，乌克兰最高拉达投票表决，剥夺基瓦的议员身份。
4月4日，基瓦声称布恰大屠杀是英国军情六处和SBU Alpha制造的摆拍。4月17日，他在Telegram上呼籲克里姆林宮對烏克蘭發動核打擊，稱澤倫斯基政府和西方人「最害怕俄羅斯使用大規模殺傷性武器進行先發制人的打擊」，這麽做「可以結束烏克蘭當局乃至整個西方今日的對抗」。 4月21日起，基瓦受到英國制裁。6月20日，乌克兰调查平台“Bihus.Info”根据基瓦自己的视频判断他正居住于莫斯科州Agalarov Estate村，此地是位于莫斯科西郊被称为“卢布廖夫卡”的豪宅区。
2023年11月13日，利沃夫一家法院在基瓦缺席的情況下以叛国罪缺席判处其14年监禁。

## 身亡

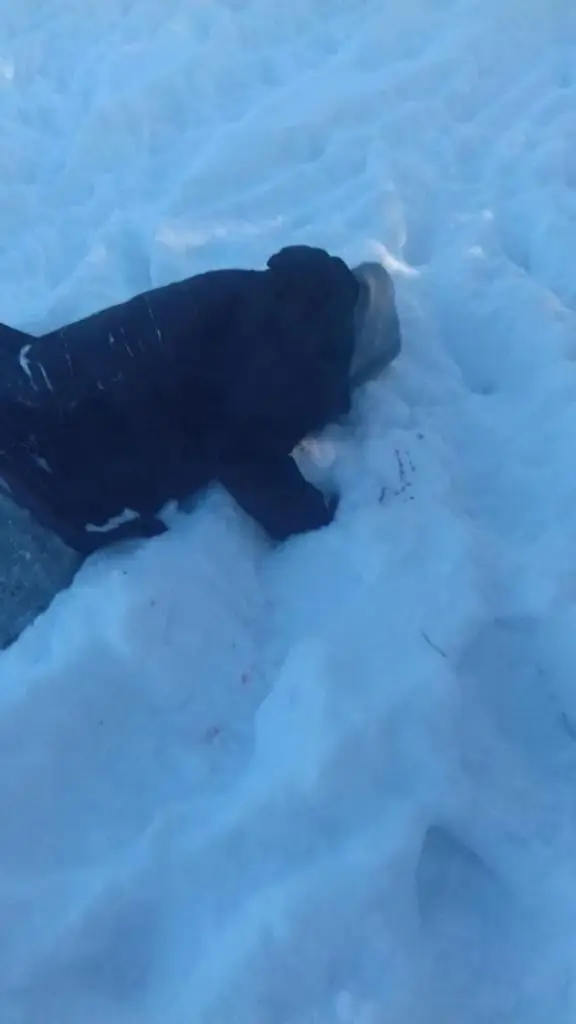
据称由SBU特工拍摄的基瓦死状

2023年12月6日，俄国消息称基瓦被发现陈尸于莫斯科西郊奧金佐沃市苏波内沃村（位于俗称“卢布廖夫卡”的豪宅区）的韦利奇乡村俱乐部（«Величъ Country Club»）。由于当天基瓦还更新了他的Telegram频道诅咒泽连斯基会惨死，故推测12月6日即其死亡之日。
此后，有传言称基瓦之死是烏克蘭國家安全局所為。不久后还传出了据称是SBU人员拍摄的在清算基瓦的行动前进行踩点的影片和基瓦中枪后倒在雪地中的照片。

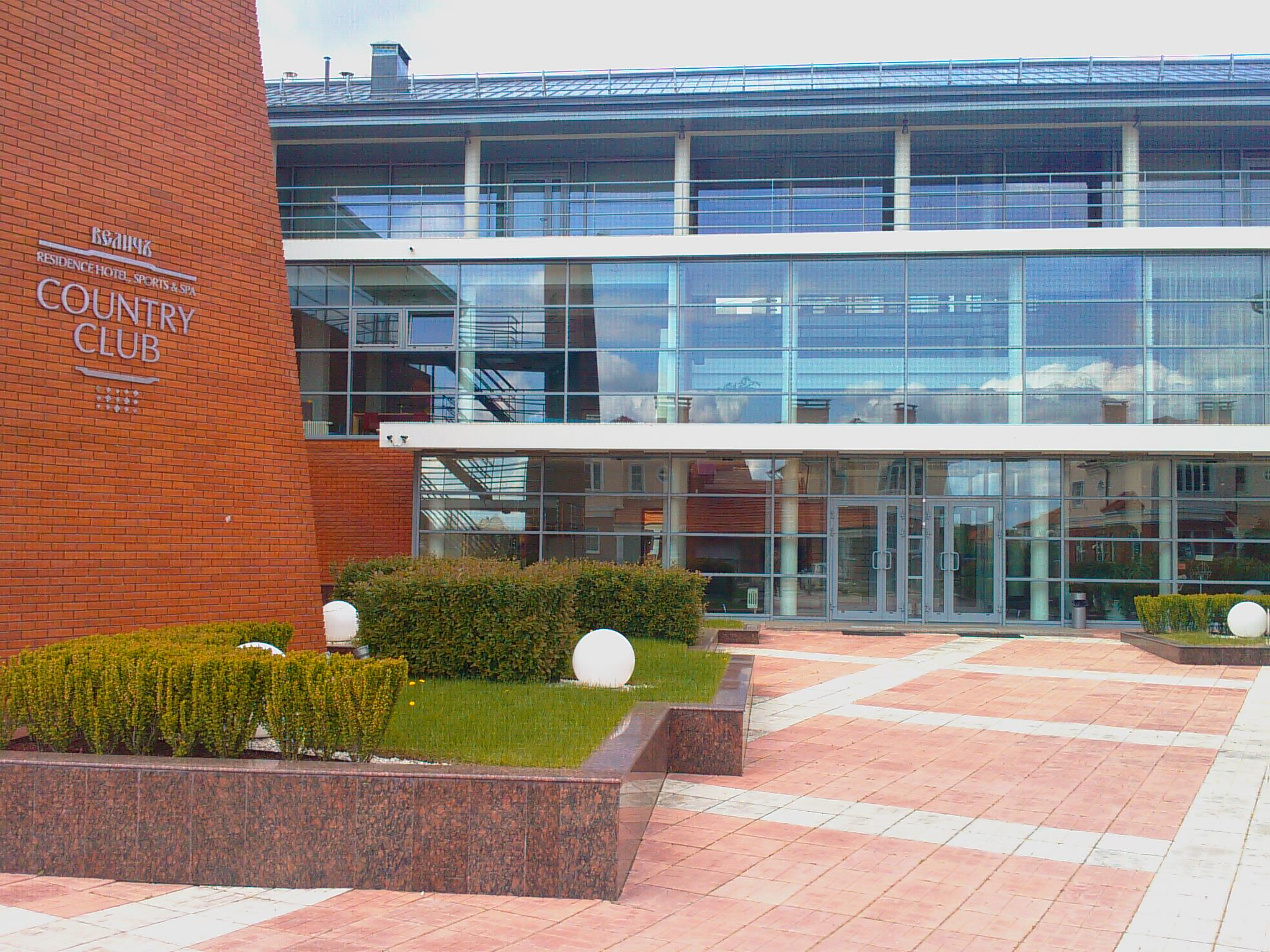
卢布廖夫卡的“韦利奇乡村俱乐部”，基瓦叛逃俄国后常出入此地，并于2023年12月在此地被杀。